# 韩国偶像

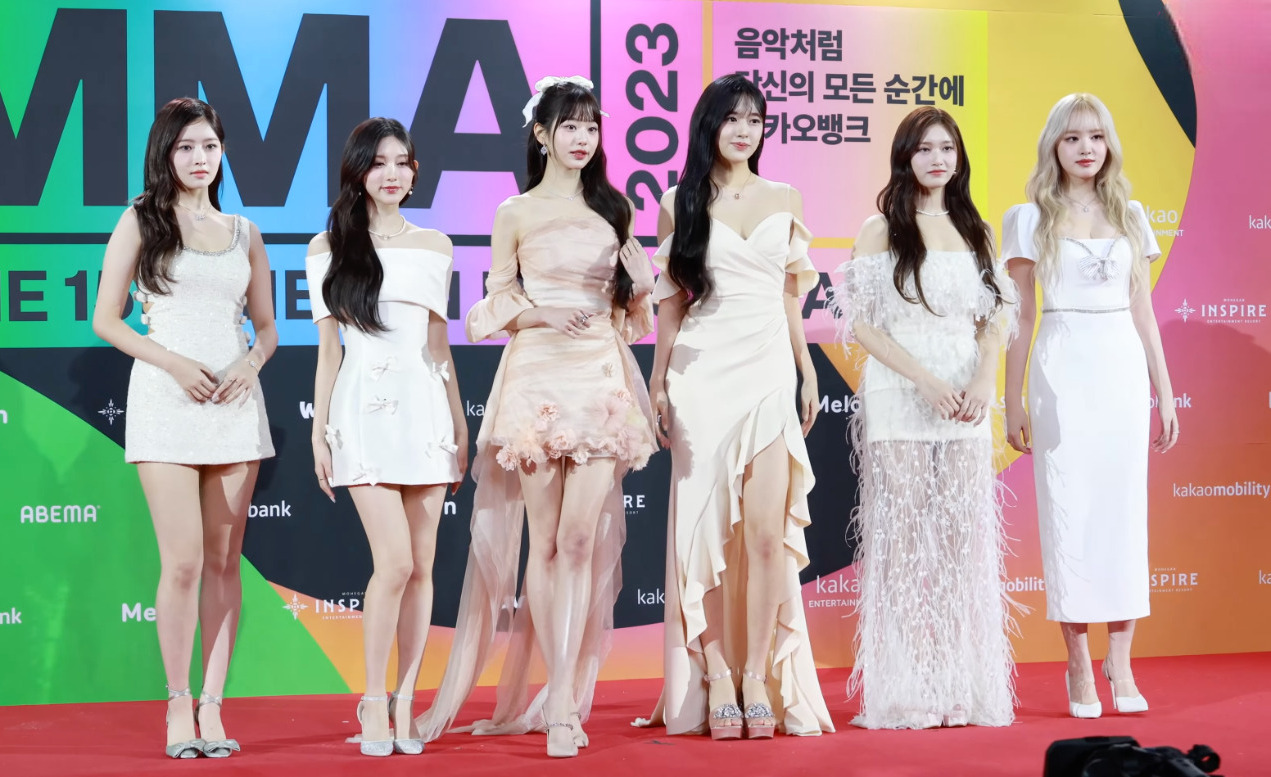
女子组合 Ive、独唱 Taeyeon、女子组合少女时代

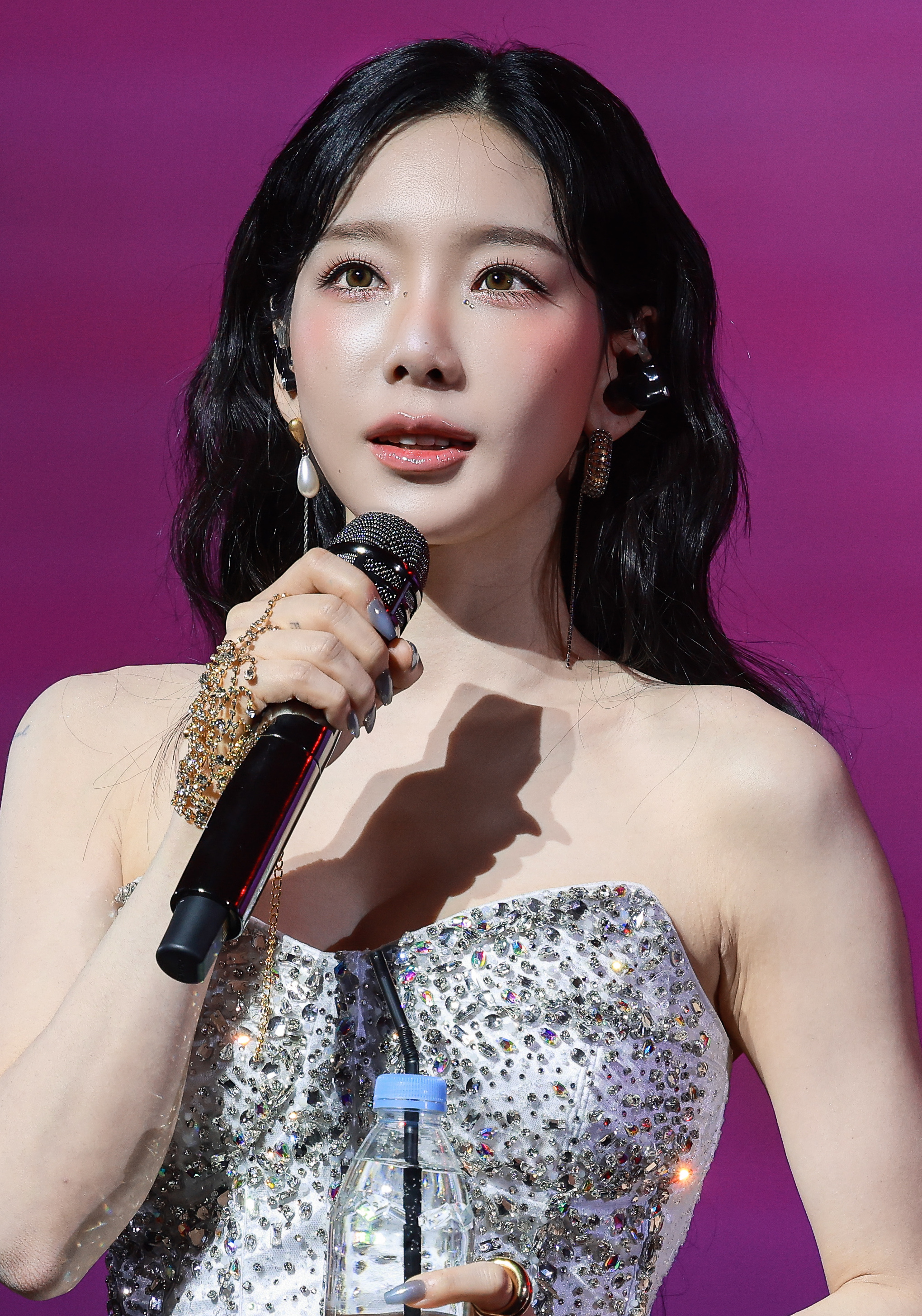

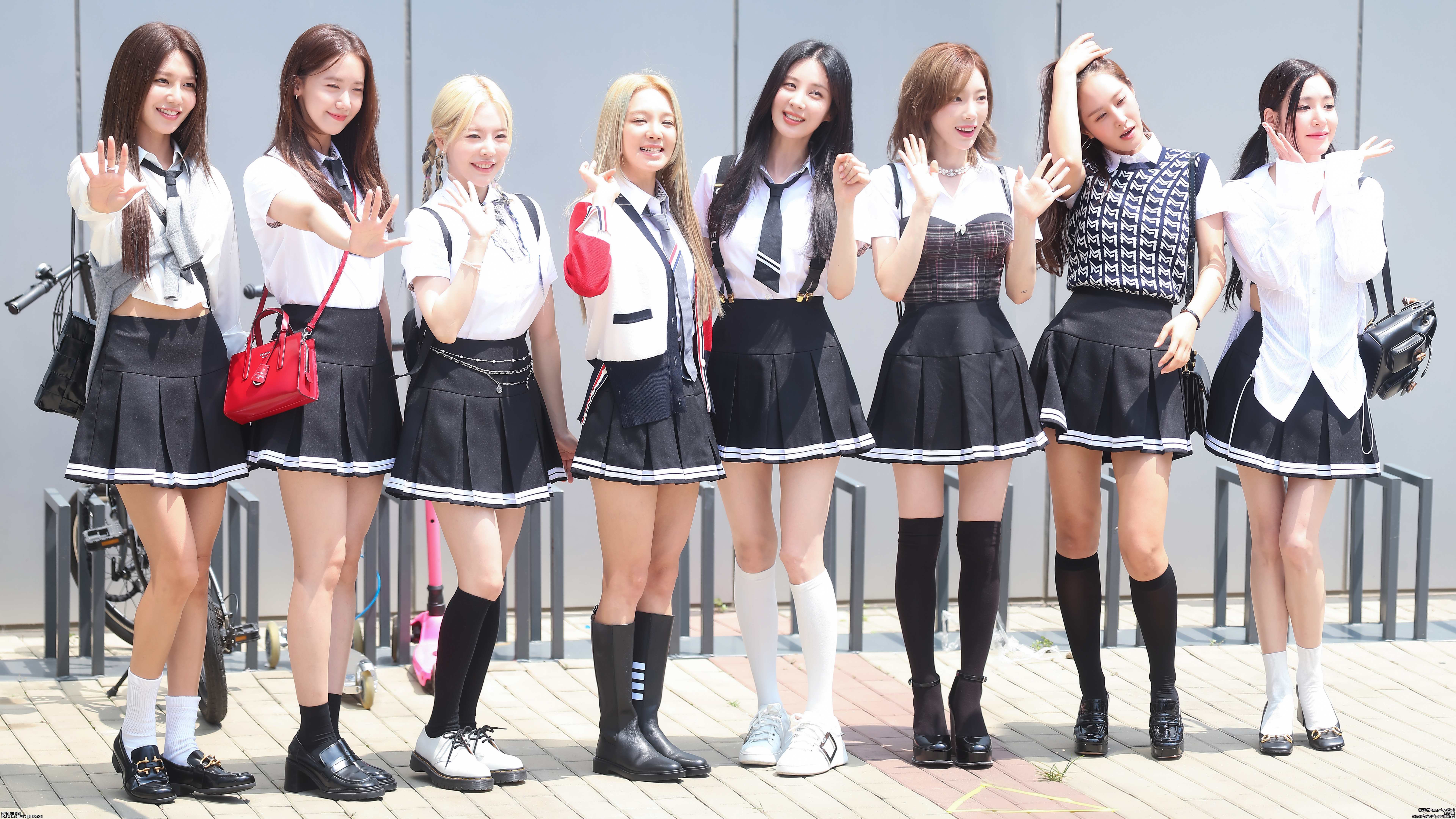

偶像（韓語：아이돌）是一种在韩国流行音乐 （K-pop） 领域工作的艺人，无论是作为团体成员还是作为独奏者。他们通常为一家娱乐机构工作，该机构运营着一个高度管理的明星系统，偶像由该系统制作并首次亮相。偶像在舞蹈、声乐表演和外语方面接受了广泛的训练，往往代表着视觉、音乐和时尚的混合融合。偶像们维护着精心策划的公众形象和社交媒体形象，并投入大量时间和资源通过音乐会和聚会与粉丝建立关系。

## 历史
主要文章：韩国偶像的历史

## 练习生制度
受到美国MTV鼎盛时期的启发， SM 娱乐创始人李秀满立志为韩国现代流行音乐产业奠定基础。他见证了新街边男孩在 20 世纪 90 年代在韩国大受欢迎。此外，他还推广了由约翰尼喜多川创立的日本偶像产业的练习生商业模式；每天都有数百名候选人参加韩国娱乐经纪公司举办的全球选秀，通过表演赢得成为练习生的机会。这是被称为文化技术的概念的一部分。
练习生的学习过程持续时间不定，从数月到数年不等，通常包括声乐、舞蹈和语言等课程。练习生需要与其他练习生同住，有时他们也会同时上学。然而，有些练习生会为了专注于自己的事业而辍学。
练习生一旦进入体制，就会受到多方面的监管，包括个人生活、身体状况和外貌。在韩国偶像的培养中，生存、训练和监管比天赋更重要。该体制要求练习生保持“健康形象”，同时“保密自己的生活和思想”。

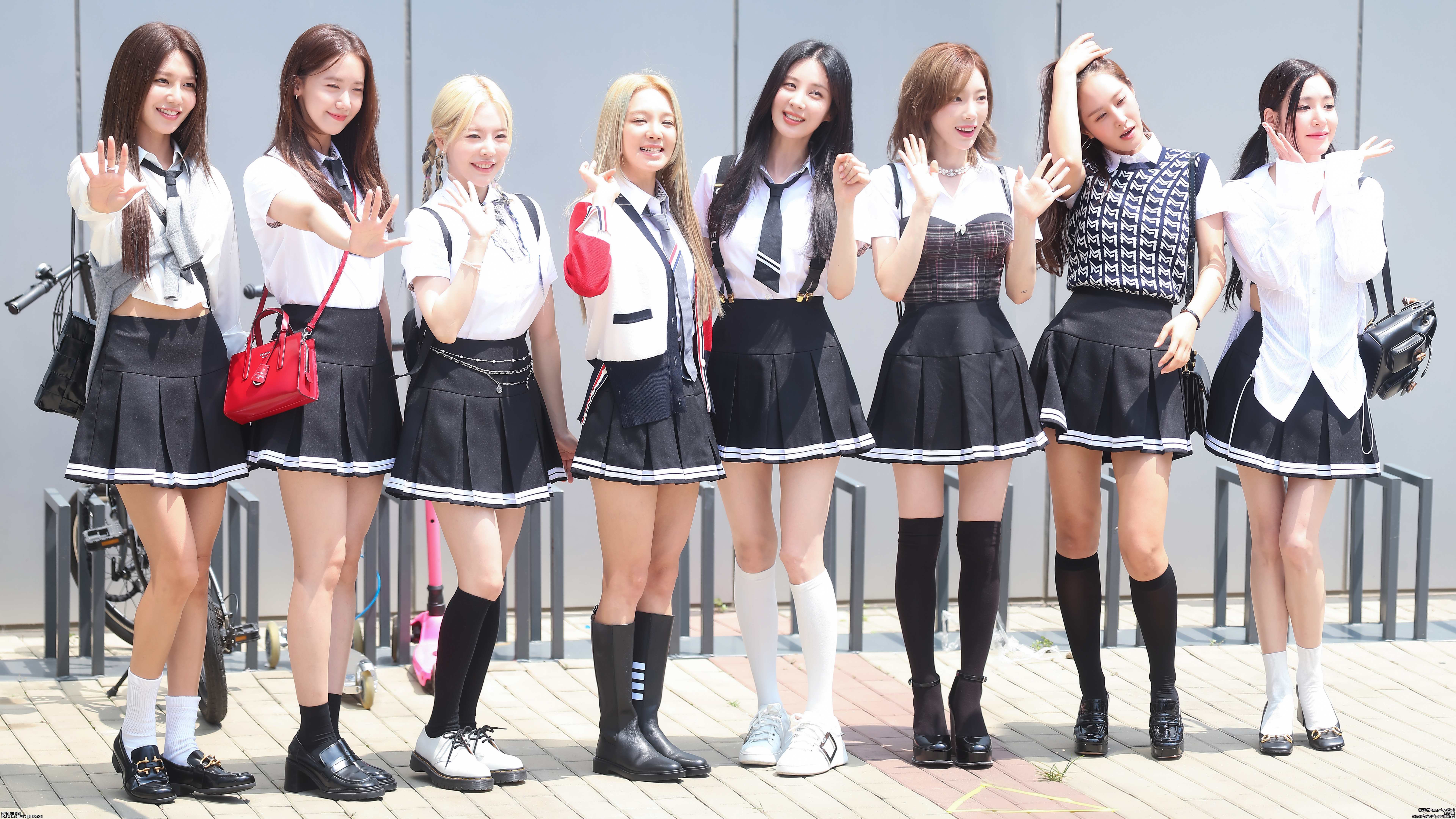
在 SM Entertainment 旗下出道的少女时代。

据前练习生透露，为了达到韩国公认的审美标准，他们被要求接受整形手术，例如眼睑整形术或鼻整形术以遵守可接受的韩国美容标准。此外，练习生制度还因公司严格的体重限制而受到批评，这些限制常常导致练习生为了达到理想节目的体重而因精疲力竭或脱水而昏倒。
对潜在练习生的投资可能代价高昂。2012年，《华尔街日报》报道称，SM娱乐旗下少女时代一名成员的培训成本高达300万美元。

## 个人形象
当练习生最终被选中在新团体中首次亮相时，他们将面对公司为迎合娱乐市场而创造的一组新个性。偶像团体的每个成员都有自己的角色要扮演，因此他们工作职责的一个重要部分就是在他们可能获得的任何形式的曝光中保持这种气质。建立偶像团体个人形象的一种方法是通过社交媒体服务，其内容由公司管理，以确保这些个人特征的一致性。

## 与粉丝的关系
韩国偶像和他们的粉丝之间的关系可以被描述为“ 准社会交互关系亲属”，这意味着粉丝与他们的偶像建立家庭联系，而不仅仅是成为“远距离看”的粉丝。在某些情况下，在粉丝圈内外，粉丝还会通过相似的兴趣或其他粉丝建立家庭联系，或者只是为了结交朋友。这些互动可以由粉丝、公司或偶像自己发起，他们很可能仍然必须通过他们的公司才能获得批准。粉丝为偶像创作的一些项目或活动也必须得到场地或偶像公司的批准，以尽量减少对偶像和粉丝参与者的伤害。互动和粉丝联系可以通过粉丝见面会（也称为艺术家参与）、音乐会或粉丝网站以及艺术家咖啡馆等活动来查看。被称为 KCon 的年度活动也是粉丝和艺术家互动的场所。这种“超社会亲属”关系的本质，也可以从韩国偶像粉丝积极参与偶像团体的制作中看出。甚至在出道之前，一些练习生就已经拥有自己的粉丝。这导致了 “亲属关系” 很早就开始了，建立这种关系对于作为艺术家的偶像和作为支持者的粉丝来说非常重要。一旦出道，粉丝就会与他们的偶像一起成长，偶像与粉丝的关系也会变得更深。如果发生任何事情，粉丝们有自己独特的方式来表达他们对管理公司“不公平”行为问题的态度和看法。在这种情况下，由于双方之间建立的家庭关系，粉丝们似乎经常保护偶像免受公司的虐待。韩国流行文化对世界产生了重大影响，为粉丝们创造了许多团结和庆祝多样性的机会。粉丝们通过主动学习韩语来表达他们对 K-pop 偶像的承诺，通常是在韩语罗马化的帮助下，以理解 K-pop 歌曲背后的含义并在个人层面上与艺术家建立联系。

## 工作条件
另请参阅： 奴隶合约
一些韩国偶像团体和独唱艺人对他们的经纪公司发给他们的合同感到不满，声称长达十年的合同“太长，限制太严格，几乎没有给他们带来任何成功带来的利润”。韩国娱乐机构 DSP Media 的一位董事表示，该公司确实与表演者分享利润，但在支付成本后往往所剩无几。S.M Entertainment 等韩国娱乐公司因其独特的大规模生产明星的方法而被称为“工厂”。 当乐队成员的年龄或音乐倾向开始构成问题时，他们经常会退休并被新的实习生取代。 东方神起指控 S.M. Entertainment 在 2009 年与该公司签订的合同中条款不合理。

## 期望
在韩国娱乐圈，有一种普遍的观念，即偶像对粉丝忠诚。因此，许多公司都实施了禁止任何形式的约会的政策。这样做的原因是声誉对偶像来说至关重要，任何类型的丑闻都可能玷污和破坏他们的形象，并对他们的职业生涯产生负面影响。粉丝们还认为约会可能是偶像成功的障碍。根据宪法，所有 18 至 35 岁的男性都必须服兵役，要求他们入伍 18 个月。尽管韩国偶像对该国经济做出了重大贡献，但他们也不例外。过去，前 K-pop 明星 刘承俊试图通过获得美国公民身份来逃避兵役。因此，他随后被禁止进入韩国。韩国仍然是一个非常保守的国家，因此，作为 LGBT 社区成员的艺术家仍然面临严重的歧视和偏见。Go Tae-Seob，也被称为艺术家 Holland，于 2018 年以男同性恋身份首次亮相，他的第一首歌是《梦幻岛》。然而，许多公民对他公开表达自己的性取向感到不满。Holland 引起了人们对 LGBTQ+ 权利问题的关注并倡导。

## 商业化
韩国的娱乐公司使用训练营系统来训练他们的偶像。以 S.M. Entertainment 为例，该公司每年在 9 个国家/地区收到 300,000 名申请者。 他们在首尔的江南区拥有训练设施，然后新兵在那里训练多年，以期待他们的首次亮相。SM 被称为第一家将“乐队作为品牌”进行营销的公司，它不仅将艺术家的产品商品化，而且将艺术家本身商品化。这些技术在国外获得了大众认可，并帮助引发了韩流 ，韩流通过扩大观众群使娱乐公司受益。 由于国内粉丝通常不足以产生这些公司及其玩家所需的利润，因此艺术家/团体的品牌和营销已成为行业利润的核心，因此，这是当今该类型的一个决定性特征。

## 报告收益
根据韩国国家税务局的数据，2013 年韩国偶像的平均年收入为 4674 万韩元（42,000 美元）。这明显高于 2010 年的 2697 万韩元（25,275 美元），这一数字的增长归因于近年来韩流的全球传播。从 2013 年到 2014 年，除了最成功的少数艺术家之外，所有人都没有太大变化。

## 识别
韩流导致全球对韩国偶像的兴趣上升，韩国文化的其他方面，包括韩国电影和韩剧在内的更多被引入并出口到全球其他地区。 韩国偶像也影响了韩国美容产品的兴起，通常被称为 K-beauty，因为它们看似完美的皮肤。 

## 成就
多年来，韩国偶像赢得了来自世界各地的粉丝，许多娱乐公司开始在国际上推广他们的艺人和团体。像 PSY 这样的名人在 24 小时内登上了 YouTube 上观看次数最多的音乐视频，而像 BTS 这样的团体成为第一个在年度格莱美颁奖典礼上表演的外国组合。2018 年，Red Velvet 在朝鲜平壤演出，是 16 年来第一个这样做的乐队。自 2018 年以来，偶像团体在所有流派的 Billboard 200 排行榜上已经有 19 张排名第一的专辑。BTS 和 Stray Kids 各有六个第一名。其他在 Billboard 200 强中名列前茅的艺人包括 Ateez、SuperM、Blackpink、Tomorrow X Together、NewJeans 和 Twice。

## 性化
整个行业都对女性和男性偶像的性物化提出了批评。由于当代韩国社会性别规范的较高刚性，这个问题更加严重。 韩国关于裸体和淫秽内容的审查做法可能进一步强化了这种物化。韩国偶像还经常穿着暴露的衣服，在音乐视频中跳着挑逗的舞蹈，这是这些公司以多种方式推销偶像的努力的一部分。在某些情况下，这些努力导致了审查;例如，AOA 的“ 迷你裙 ”被认为与公共电视节目和节目不相容，并且在该团体修改他们的服装和编舞之前无法播出。这种性化也导致了偶像接受中的一致性概念。不以性吸引力的方式表演目标人群的偶像受到了骚扰;例如，Amber Liu 因其中性外表和无视性别规范而受到批评。

## 另请参阅
- 韩国粉丝文化（英语：Fandom culture in South Korea）
- K-pop的影响和受欢迎程度（英语：Impact and popularity of K-pop）
- 广告中的韩国偶像（英语：Korean idols in advertising）
- 韩流
- 韩国女子组合名单（英语：List of South Korean girl groups）
- 韓國流行音樂團體列表
- 韩国男子乐队名单（英语：List of South Korean boy bands）
- K-pop中的性化和性剥削（英语：Sexualization and sexual exploitation in K-pop）
- 私生饭

## 引用
1. 1 2  ,Elfving-Hwang, Joanna (March 5, 2018), "K-pop idols, artificial beauty and affective fan relationships in South Korea", Routledge Handbook of Celebrity Studies, Routledge,「K-pop idols, artificial beauty and affective fan relationships in South Korea」
2. ↑  Caramanica, Jon. . The New York Times. 2011-10-24  [2025-04-21]. ISSN 0362-4331 （美国英语）.
3. ↑  Seabrook, John. . The New Yorker. 2012-10-01  [2025-04-21]. ISSN 0028-792X （美国英语）.
4. ↑  Jung, Sun. . . Hong Kong University Press. 2010-11-01  [2025-04-21]. ISBN 978-988-8028-67-2. doi:10.5790/hongkong/9789888028672.001.0001 （英语）.
5. ↑  Lee, Kyung Ju; Park, Jaerock. . The Korean Association for the Study of Popular Music. 2024-11-30, 34  [2025-05-06]. ISSN 2005-0607. doi:10.36775/kjpm.2024.34.55.
6. ↑  . Pop! Public. Open. Participatory. 2019-10-31, (1)  [2025-05-06]. doi:10.21810/pop.2019.
7. ↑  , Oxford University Press, 2007-12-01  [2025-05-06]
8. ↑  . ICPSR Data Holdings. 2012-03-15  [2025-05-06].
9. ↑  , Oxford University Press, 2007-12-01  [2025-05-06], ISBN 978-0-19-954089-1
10. ↑  Choi, Tae-Sun. . Journal of the Edutainment. 2022-12-31, 4 (4)  [2025-05-06]. ISSN 2671-9789. doi:10.36237/koedus.4.4.15.
11. ↑  Snead, Lance; Wiffen, Bill; Robbins, Ana.  (报告). Office of Scientific and Technical Information (OSTI). 2012-12-01  [2025-05-06].
12. ↑  Willoughby, Heather A., , BRILL: 99–108, 2006-01-01  [2025-05-06], ISBN 978-90-04-21363-0
13. ↑  Nixon, Mignon. . October. 2012-10, 142  [2025-05-06]. ISSN 0162-2870. doi:10.1162/octo_a_00105.
14. ↑  . Pediatric Nephrology. 2012-10-05, 27 (12)  [2025-05-06]. ISSN 0931-041X. doi:10.1007/s00467-012-2326-2.
15. ↑  , Oxford University Press, 2008-12-01  [2025-05-06]
16. ↑  . doi.org.   [2025-05-06].
17. ↑  Boddy, Kasia, , Edinburgh University Press, 2015-02-01  [2025-05-06], ISBN 978-0-7486-8249-2
18. ↑  Schulz, Judith. . 2016  [2025-05-06]. doi:10.1007/978-3-658-16268-9.
19. 1 2  Elfving-Hwang, Joanna, , Routledge: 190–201, 2018-03-05  [2025-05-07], ISBN 978-1-315-77677-4
20. ↑  , Oxford University Press, 2007-12-01  [2025-05-07], ISBN 978-0-19-954089-1
21. 1 2  , Oxford University Press, 2008-12-01  [2025-05-07]
22. ↑  , Oxford University Press, 2012-12-01  [2025-05-07]
23. ↑  , Oxford University Press, 2012-12-01  [2025-05-07]
24. ↑  Shin, Hyunjoon; Lee, Seung-Ah (编). . . New York, NY ; Abingdon, Oxon : Routledge, 2017. | 2017 |: Routledge. 2016-09-13  [2025-05-07]. ISBN 978-1-315-76162-6.
25. ↑  , Oxford University Press, 2007-12-01  [2025-05-07], ISBN 978-0-19-954089-1
26. ↑  , Oxford University Press, 2007-12-01  [2025-05-07]
27. ↑  . doi.org.   [2025-05-07].
28. 1 2  , Oxford University Press, 2007-12-01  [2025-05-07]
29. ↑  . 2015  [2025-05-07]. doi:10.1349/ddlp.485.
30. ↑  Tipsotikul, Farsai.  (学位论文). Office of Academic Resources, Chulalongkorn University.
31. ↑  , United Nations: 201–225, 2022-02-18  [2025-05-07], ISBN 978-92-9268-363-4
32. ↑  Farragher, Aideen; Quinn, Eimear; Gilheaney, Orla. . New Zealand Medical Student Journal. 2023-03-01, 0 (35)  [2025-05-07]. ISSN 1176-5178. doi:10.57129/ztnq7532.
33. ↑  . The Sociolinguistic Journal of Korea. 2023-12-31, 31 (4)  [2025-05-07]. ISSN 1226-4822. doi:10.14353/sjk.2023.31.4.09.
34. ↑  . doi.org.   [2025-05-07].
35. ↑  Frank, Lou. . CoatingsPro. 2005-07-01, 5 (4)  [2025-05-07]. ISSN 3065-2448. doi:10.5006/cp2005_5_4-14.
36. ↑  Rasmusen, E.; Raghav, M.; Ramseyer, M. . American Law and Economics Review. 2009-03-01, 11 (1)  [2025-05-07]. ISSN 1465-7252. doi:10.1093/aler/ahp007.
37. ↑  Lie, John. . . Oakland, California: University of California Press. 2015. ISBN 978-0-520-28311-4.
38. ↑  , Oxford University Press, 2007-12-01  [2025-05-07]
39. ↑  Krishfield, Richard; Honjoa, Susumu; Takizawa, Takatoshi; Hatakeyama, Kiyoshi. . . Woods Hole, MA: Woods Hole Oceanographic Institution. 1999  [2025-05-07].